# Campillo de Azaba
Campillo de Azaba là một đô thị ở tỉnh Salamanca, phía tây Tây Ban Nha, cộng đồng tự trị Castile-Leon. Đô thị này có cự ly 106 kilômét so với thành phố tỉnh lỵ Salamanca và có dân số 253 người. Đô thị này có diện tích 26,3 km².
Đô thị này nằm ở khu vực có độ cao 660 mét trên mực nước biển.
Mã số bưu chính là 37550.